# André Schmid
Pour les articles homonymes, voir Schmid.
André Schmid, né le 11 avril 1836  au Mont-sur-Lausanne et mort le 19 janvier 1914 à Lausanne, est un artiste et photographe vaudois.

## Biographie
Originaire de Ueken dans le canton d'Argovie, André Schmid effectue un apprentissage de dessinateur en dentelles. Sa profession le conduit à employer la photographie pour reproduire ses dessins, documenter ses modèles et montrer leur évolution. La lecture de certaines revues spécialisées lui permet de se tenir au courant des progrès de la technique photographique. André Schmid habite à Lausanne dès 1860 et possède un atelier au Grand-Pont de 1868 à 1877. Il déménage à Pully en 1875, puis à Yverdon-les-Bains en 1878.
Pendant la vingtaine d'années passées à Lausanne, André Schmid fait beaucoup de portraits en atelier, mais également de nombreuses photographies de Lausanne et Genève, de paysages vaudois ou d'autres cantons suisses, voire de régions françaises. À partir de 1878, André Schmid photographie surtout Yverdon et ses environs. Il se consacre dès lors à la nature morte et immortalise les boîtes à musique fabriquées dans la ville. André Schmid abandonne son activité commerciale en 1885, date à laquelle il vend son atelier à son ouvrier photographe. 
Il ramène beaucoup de photographies de ses voyages en Algérie (1889-1890), en Autriche (après 1890), en France (vers 1890), en Suisse alémanique, et à Leysin (1889 et 1891). Dès 1898, André Schmid signe des articles pour la Revue suisse de photographie . Certains témoignent de ses recherches et expérimentations en matière de photographie appliquée à la radiologie. Dans l'un de ces articles (1906), il explique comment photographier la lune et le soleil.

## Sources
- « André Schmid », sur la base de données des personnalités vaudoises sur la plateforme « Patrinum » de la Bibliothèque cantonale et universitaire de Lausanne.
- André Schmid (1836-1914)
- Collection M.+M. Auer,une histoire de la photographie, p. 249. Musée de Lausanne, département des collections photographiquescatalogue avec photographie p. 138
- André Schmid (1836-1914) - André Schmid sur le site officiel de la Ville de Lausanne